# پاتاریا

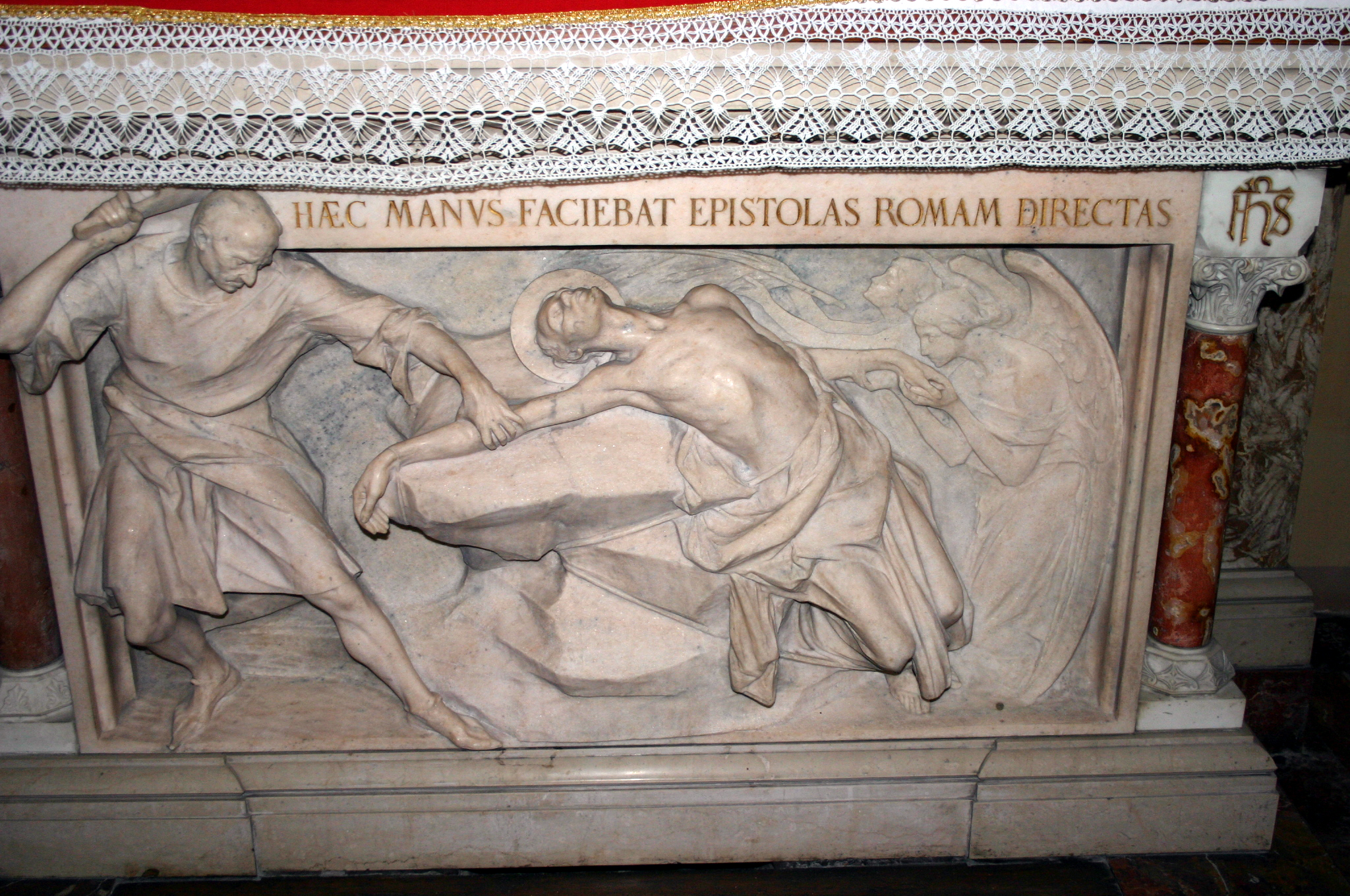
قتل آریالدو دا کاریما، بخشی از درگیری پاتاریا

پاتاریا (انگلیسی: Pataria) جنبشی در قرن یازدهم در شهر میلان که هدف آن اصلاح روحانیت و حکومت کلیسایی در داخل شهر و استان کلیسایی آن بود. این جنبش در حمایت از تحریم‌های پاپ علیه سیمونی (فروش اموال کلیسا) و ازدواج روحانیون بود. البته جنبش پاتاریا در نهایت با قدرت پاپ و مفاسد اخلاقی آن نیز مخالفت کرد و در جواب مبارزان این جنبش بدعت گذار اعلام شدند. برخی آنها را پیشروان اصلاحات پروتستانی می‌دانند.
کسانی که در این جنبش دخیل بودند، پاتارینی نامیده می‌شدند، واژه ای که مخالفانشان برگزیده بودند و ریشه‌شناسی آن نامشخص است. این جنبش که با ناآرامی‌های شهری همراه بود، در سال ۱۰۵۷ آغاز شد و در سال ۱۰۷۵ پایان یافت.

## تاریخچه
در اوایل سال ۱۰۵۷، واعظی به نام آریالد وارد شهر میلان شد و شروع به تبلیغ علیه رسم ازدواج روحانیان میلانی کرد. ممکن است او از غیبت اسقف اعظم میلان، گیدو داولاته، که ماه اوت در آلمان در شورای تریبور حضور داشت، استفاده کرده باشد.
روحانیون میلان از تلاش آریالد برای تحریک شهر علیه خود نگران شدند و فرستادگانی را نزد پاپ استفان نهم در رم فرستادند. با شنیدن این موضوع، آریالد خود به رم سفر کرد. پاپ استفان نهم با موضع آریالد موافق بود و دو فرستاده به میلان فرستاد، هیلدبراند سووانا (بعداً پاپ گریگوری هفتم) و آنسلم باجو (بعدها پاپ پاپ الکساندر دوم). آریالد نیز به میلان بازگشت و اکنون شروع به انتقاد از سیمونی روحانیون میلان کرد که در نتیجه ناآرامی‌های شهری به وجود آمد. لندولف کوتا، همکار نزدیک آریالد مورد حمله قرار گرفت و بعداً بر اثر جراحات جان باخت.
در سال ۱۰۵۹، آریالد دوباره به رم سفر کرد تا مشاوره بگیرد. پاپ استفان نهم بار دیگر فرستادگانی را به میلان فرستاد، این بار پیتر دامیان و بار دیگر آنسلم باجو راهی میلان شدند، اما این کار برای فرونشاندن ناآرامی در شهر کمکی نکرد. در سال ۱۰۶۳، برادر لندولف کوتا، ارلمبالد، به رم رفت و در آنجا پرچم پاپ را از پاپ تازه منتخب الکساندر دوم در حمایت از جنبش پاتاریا دریافت کرد. در سال ۱۰۶۶، پاپ الکساندر دوم سرانجام اسقف اعظم میلان (گیدو داولاته) را تکفیر کرد. با این حال، گیدو از این تکفیر برای برانگیختن خشم شهروندان علیه پاترون‌ها در یک سخنرانی عمومی استفاده کرد و آریالد ابتدا از شهر میلان بیرون رانده شد و سپس در ژوئن ۱۰۶۶ ترور شد.
با این حال، هنگامی که جسد آریالد در ماه مه ۱۰۶۷ پیدا شد، به سرعت تبدیل به قهرمان شد و افکار عمومی در میلان به سمت پاتاریا برگشت. اسقف اعظم گیدو به اجبار شهر را ترک کرد و آن را تحت کنترل ارلمبالد رها کرد و الکساندر دوم رسماً در سال ۱۰۶۸ آریالد را به عنوان قدیس معرفی کرد.
اسقف اعظم گیدو در سال ۱۰۶۸ به نفع دستیار خود گوتوفردو دا کاستیلیونه، که توسط امپراتور هاینریش چهارم نیز حمایت می‌شد، استعفا داد. با این حال، پاپ و پاتاریا از نامزد دیگری حمایت کردند زیرا بر اساس استاد موجود اسقف اعظم آتونه و پاپ گریگوری هفتم گوتوفردو را در سال ۱۰۷۴ تکفیر کردند.
در شورش دیگر در سال ۱۰۷۵ میلادی که در میلان رخ داد منجر به قتل ارلمبالد شد و پس از این مرحله جنبش پاتاریا بسیاری از نیروی خود را از دست داد. با این حال، مناقشه بر سر انتصاب اسقف اعظم میلان ادامه یافت و به تنش‌های سیاسی بین امپراتور هاینریش چهارم و پاپ گریگوری هفتم افزود.